# 安托尼夫卡 (多馬尼夫卡區)
47°49′29″N 30°51′47″E / 47.82472°N 30.86306°E
安托尼夫卡（烏克蘭語：Антонівка），是烏克蘭南部的村莊，隸屬尼古拉耶夫州的沃茲涅先斯克區。該村面積0.9平方公里，海拔高度81米，2001年人口166，人口密度每平方公里184.4人。